# Four (Isèra)
Four és un municipi francès situat al departament de la Isèra i a la regió d'Alvèrnia-Roine-Alps. L'any 2007 tenia 980 habitants.

## Demografia

### Població
El 2007 la població de fet de Four era de 980 persones. Hi havia 367 famílies de les quals 64 eren unipersonals (28 homes vivint sols i 36 dones vivint soles), 113 parelles sense fills, 162 parelles amb fills i 28 famílies monoparentals amb fills.
La població ha evolucionat segons el següent gràfic:
Habitants censats

### Habitatges
El 2007 hi havia 406 habitatges, 369 eren l'habitatge principal de la família, 13 eren segones residències i 24 estaven desocupats. 385 eren cases i 20 eren apartaments. Dels 369 habitatges principals, 330 estaven ocupats pels seus propietaris, 33 estaven llogats i ocupats pels llogaters i 6 estaven cedits a títol gratuït; 9 tenien dues cambres, 21 en tenien tres, 98 en tenien quatre i 241 en tenien cinc o més. 313 habitatges disposaven pel capbaix d'una plaça de pàrquing. A 117 habitatges hi havia un automòbil i a 234 n'hi havia dos o més.

### Piràmide de població
La piràmide de població per edats i sexe el 2009 era:
| Homes | Edats   | Dones |
| ----- | ------- | ----- |
| 0     | 95 o +  | 0     |
| 0     | 90 a 94 | 4     |
| 0     | 85 a 89 | 4     |
| 0     | 80 a 84 | 8     |
| 8     | 75 a 79 | 4     |
| 20    | 70 a 74 | 4     |
| 16    | 65 a 69 | 32    |
| 36    | 60 a 64 | 20    |
| 16    | 55 a 59 | 28    |
| 20    | 50 a 54 | 20    |
| 44    | 45 a 49 | 32    |
| 60    | 40 a 44 | 56    |
| 44    | 35 a 39 | 24    |
| 20    | 30 a 34 | 28    |
| 28    | 25 a 29 | 12    |
| 24    | 20 a 24 | 28    |
| 40    | 15 a 19 | 44    |
| 40    | 10 a 14 | 52    |
| 32    | 5 a 9   | 24    |
| 16    | 0 a 4   | 16    |

## Economia
El 2007 la població en edat de treballar era de 648 persones, 507 eren actives i 141 eren inactives. De les 507 persones actives 475 estaven ocupades (260 homes i 215 dones) i 32 estaven aturades (7 homes i 25 dones). De les 141 persones inactives 47 estaven jubilades, 58 estaven estudiant i 36 estaven classificades com a «altres inactius».

### Ingressos
El 2009 a Four hi havia 398 unitats fiscals que integraven 1.076,5 persones, la mediana anual d'ingressos fiscals per persona era de 21.212 €.

### Activitats econòmiques
Dels 35 establiments que hi havia el 2007, 3 eren d'empreses de fabricació d'altres productes industrials, 8 d'empreses de construcció, 6 d'empreses de comerç i reparació d'automòbils, 1 d'una empresa de transport, 1 d'una empresa d'hostatgeria i restauració, 1 d'una empresa d'informació i comunicació, 3 d'empreses financeres, 2 d'empreses immobiliàries, 6 d'empreses de serveis, 2 d'entitats de l'administració pública i 2 d'empreses classificades com a «altres activitats de serveis».
Dels 7 establiments de servei als particulars que hi havia el 2009, 2 eren tallers de reparació d'automòbils i de material agrícola, 3 fusteries, 1 electricista i 1 perruqueria.
L'any 2000 a Four hi havia 17 explotacions agrícoles que ocupaven un total de 640 hectàrees.

## Equipaments sanitaris i escolars
El 2009 hi havia una escola elemental.

## Poblacions més properes
El següent diagrama mostra les poblacions més properes.